# Ziemowit Grabowski
Ziemowit Tadeusz Michał Grabowski (ur. 8 stycznia 1898 w Troskach, zm. ?) – pułkownik dyplomowany kawalerii Wojska Polskiego, kawaler Orderu Virtuti Militari.

## Życiorys
Urodził się 8 stycznia 1898 w Troskach, pow. płoński, jako syn Michała. 3 maja 1922 został zweryfikowany w stopniu porucznika ze starszeństwem z dniem 1 czerwca 1919 i 14. lokatą w korpusie oficerów jazdy (od 1924 – kawalerii). Był oficerem 1 pułku ułanów Krechowieckich. W listopadzie 1923 przyjęty został do Wyższej Szkoły Wojennej w Warszawie, w charakterze słuchacza V Kursu Normalnego. Z dniem 1 października 1925, po ukończeniu studiów i uzyskaniu tytułu naukowego oficera Sztabu Generalnego, przydzielony został do dowództwa 1 Dywizji Kawalerii na stanowisko I oficera sztabu. W latach 1928–1930 pełnił służbę w Centrum Wyszkolenia Kawalerii w Grudziądzu. Z dniem 1 listopada 1930 został przeniesiony do Wyższej Szkoły Wojennej w Warszawie. W listopadzie 1933 został przeniesiony do 1 pułku ułanów w Augustowie, a w sierpniu 1935 wyznaczony na stanowisko zastępcy dowódcy pułku. Na stopień podpułkownika został mianowany ze starszeństwem z dniem 19 marca 1937 i 9. lokatą w korpusie oficerów kawalerii. W 1939 ponownie pełnił służbę w Wyższej Szkole Wojennej na stanowisku kierownika przedmiotu taktyki kawalerii.
W kampanii wrześniowej był oficerem sztabu Grupy Operacyjnej gen. Dreszera, a w następnym roku, w czasie kampanii francuskiej był szefem sztabu 3 Dywizji Piechoty. W czerwcu 1940 ewakuował się do Wielkiej Brytanii. 23 września 1940 w Szkocji, objął dowództwo 3 oddziału rozpoznawczego. 16 września 1941 przeniesiony został do Sztabu Naczelnego Wodza. Od 7 grudnia 1943 do 10 czerwca 1944 był zastępcą dowódcy 2 Brygady Strzelców Karpackich. 21 lipca 1944 został przeniesiony z Sekcji Oficerów Łącznikowych w dowództwie 2 Korpusu do 2 Brygady Pancernej na stanowisko szefa sztabu. W kwietniu 1945, w czasie bitwy o Bolonię, był szefem sztabu Zgrupowania „Rak”. 1 czerwca tego roku zastąpił gen. bryg. Bronisława Rakowskiego na stanowisku dowódcy 2 Brygady Pancernej. Wyznaczenie na stanowisko dowódcy brygady było szeroko komentowane w 2 Korpusie ponieważ nie posiadał on praktyki w dowodzeniu pułkiem.

## Awanse
- rotmistrz – 31 marca 1924 ze starszeństwem z dniem 1 lipca 1923 i 11 lokatą w korpusie oficerów zawodowych kawalerii
- major – ze starszeństwem z dniem 1 stycznia 1932 i 12 lokatą w korpusie oficerów zawodowych kawalerii

## Ordery i odznaczenia
- Krzyż Srebrny Orderu Wojskowego Virtuti Militari nr 2614 (1921)[21]
- Krzyż Niepodległości (25 lipca 1933)[22]
- Krzyż Walecznych (trzykrotnie)[23]
- Złoty Krzyż Zasługi (11 listopada 1938)[24][25]
- Krzyż Pamiątkowy Monte Cassino[23]
- Order Wybitnej Służby (Wielka Brytania, 30 czerwca 1945)[23]